# Sainte-Geneviève-sur-Argence
Sainte-Geneviève-sur-Argence – miejscowość i dawna gmina we Francji, w regionie Oksytania, w departamencie Aveyron. W 2013 roku populacja Sainte-Geneviève-sur-Argence wynosiła 1000 mieszkańców. Przez gminę przepływa rzeka Truyère. 
W dniu 1 stycznia 2016 roku z połączenia sześciu ówczesnych gmin – Alpuech, Graissac, Lacalm, Sainte-Geneviève-sur-Argence, La Terrisse oraz Vitrac-en-Viadène – powstała nowa gmina Argences en Aubrac. Siedzibą gminy została miejscowość Sainte-Geneviève-sur-Argence. 

## Zabytki
Zabytki w miejscowości posiadające status monument historique:
- kalwaria (fr. calvaire) w osadzie Orlhaguet
- kaplica (fr. chapelle de Mels) w osadzie Mels
- krzyż (fr. croix) w osadzie Orlhaguet